# Aepyceros datoadeni
Aepyceros datoadeni — це вимерла імпала, яка жила на території сучасної Ефіопії в епоху пліоцену близько 3 мільйонів років тому. Його описали Деніс Гераадс, Рене Бобе та Кей Рід у 2012 році. У більшості аспектів, включаючи форму рогів і зубів, він дуже нагадував живу імпалу, хоча був значно меншим.